# 신덕로 (충주시)
신덕로(Sindeok-ro)는 충청북도 충주시 신니면 오생1교차로에서 충주시 주덕읍 까지 연결하는 도로이다.

## 주요 경유지
충청북도
- 충주시 (신니면 . 주덕읍)

## 노선
| 이름                        | 접속 노선                                            | 소재지        | 소재지        | 비고          |
| 대금로와 직결               | 대금로와 직결                                        | 대금로와 직결 | 대금로와 직결 | 대금로와 직결 |
| --------------------------- | ---------------------------------------------------- | ------------- | ------------- | ------------- |
| 오생1 교차로                | 국도 제3호선 (중원대로)                              | 충주시        | 신니면        |               |
| 대화 교차로 (서충주 나들목) | 40호선 평택제천고속도로                              | 충주시        | 신니면        |               |
| 동락교                      |                                                      | 충주시        | 신니면        |               |
| 송암 교차로                 | 국도 제3호선 (중원대로)                              | 충주시        | 신니면        |               |
| 오포사거리                  | 국가지원지방도 제82호선 (신니 ~ 노은간 도로)         | 충주시        | 신니면        |               |
| 도포교                      |                                                      | 충주시        | 신니면        |               |
| 신중 교차로                 | 국도 제3호선 (중원대로)                              | 충주시        | 주덕읍        |               |
| 주유교                      |                                                      | 충주시        | 주덕읍        |               |
| 주덕오거리                  | 국도 제36호선 (충청대로) 지방도 제525호선 (솔고개로) | 충주시        | 주덕읍        |               |
| 신대교                      |                                                      | 충주시        | 주덕읍        |               |
| (이름없음)                  | 신양로                                               | 충주시        | 주덕읍        |               |

## 주요 건물및 시설
- HD현대오일뱅크 서충주IC주유소 (신덕로 225/모남리 16)
- 동락초등학교 (신덕로 301/문락리 126)
- S-OIL 국원주유소 (신덕로 339/송암리 574-1)
- 세븐일레븐 충주신니점 (신덕로 775/용원리 282-1)
- 신니우체국 (신덕로 788/용원리 89)
- S-OIL 월명주유소 (신덕로 981/견학리 361-1)
- 주덕읍 행정복지센터 (신덕로 1359/신양리 206)
- 충주시주덕보건지소 (신덕로 1359/신양리 202)
- 신협 주덕신협 본점 (신덕로 1377/신양리 222-1)